# IC 861
IC 861 је лентикуларна галаксија у сазвјежђу Ловачки пси која се налази на листи објеката дубоког неба у Индекс каталогу.
Деклинација објекта је + 34° 19' 42" а ректасцензија 13h 15m 7,5s. Привидна величина (магнитуда) објекта IC 861 износи 14,6 а фотографска магнитуда 15,5. IC 861 је још познат и под ознакама UGC 8326, MCG 6-29-68, CGCG 189-46, PGC 46092.